# 成世昌太
成世 昌太（なるせ しょうた、本名：岡山 涼太、1981年6月28日 - ）は日本の三味線・二胡奏者。成世流三味線の師範・家元。

## 概要
1981年6月28日、大阪府豊中市生まれ。
幼少期より、演歌歌手の叔父・成世昌平に三味線を学ぶ。
高校時代に二胡の魅力に取りつかれ、上海音楽学院二胡科へ進修生として留学し、陳春園に師事。
2009年には同学院を進修卒業し、最上級の中国音楽学院二胡考級10級を取得。
同年に三味線・二胡音楽教室を上海で開校したほか、大阪・京都でも音楽教室を運営している。
2013年上海で日本人女性と結婚し、
2019年に長女が誕生、2022年に二女が誕生。
趣味は、サッカー、外国語習得など。特技は、語学（特に中国語）。

## 主な演奏活動
- 湖南ジャパンウィーク、2008年、湖南大劇院、三味線[2]。
- 上海万博、2010年、日本産業館、三味線[2]。
- 楽団「月の源」上海大劇院公演、2010年、客演、三味線[2]。
- 日中韓音楽祭、2016年、温州大劇院、三味線[2]。
- 日本三味線長春公演、2017年、長春市対外友好協会主催の日中国交正常化45周年記念行事、三味線[5]。
- 香港蘭桂坊ミュージックフェス、2018年[2]。
- 青島ジャパンディ、2018年、三味線[6]。
- コーセー中国進出30周年式典、2018年、三味線[7]。
- その他、在中国日本大使館・領事館関連のイベントや、中国各地で行われる日本関連イベントなどに随時参加[2]。

## 主な講演活動
- 香港中文大学、2018年[2]。
- 北京中央音楽学院、2019年[2]。
- 中央民族大学、2019年[2]。

## 受賞歴
- アジア国際音楽コンサート 審査員特別賞 - 2015年、二胡[8]。
- 第18回長江杯国際音楽コンクール 3位入賞 - 2015年、二胡[4]。
- 第17回中国音楽コンクール 銅賞 - 2016年、二胡[4][9]。